# Smėlio Arena
Die Smėlio Arena ist eine multifunktionale Sport- und Unterhaltungsarena mit Spielplätzen  für Beach-Volleyball und Beachtennis in der litauischen Hauptstadt Vilnius, im Stadtteil Viršuliškės. Hier trainieren zwei Sportorganisationen: die Volleyball-Akademie und die Beachtennisschule Vilnius. Im Februar 2017 fanden zwei Beachtennis-Turniere der International Tennis Federation (ITF) statt. An „Smėlio arena Cup 1“ und „Smėlio arena Cup 2“ nahmen über 50 Tennisspieler aus 9 Ländern teil. Die Arena wird auch als ein Veranstaltungsort für private Feier (Kinder- und Erwachsenengeburtstage, Jubiläen, Jahrestage und andere Feste) mit Trainer- oder Animateur-Diensten genutzt.
Adresse: Justiniškių g. 12, 05131 Vilnius.

## Beachvolleyball
Das Beachvolleyball-Training in der Sand Arena wird von der Volleyball-Akademie (VŠĮ Tinklinio akademija) organisiert. Man bietet Amateur-Beachvolleyballtraining für unterschiedliche Spielerniveaus an (Anfänger, Fortgeschrittene und Profi-Sportler).
Hier werden sowohl die Schüler als auch Erwachsene trainiert.

## Beachtennis
In der Arena treiben Kindern, Erwachsene und Senioren auch Beachtennis, eine Sportart mit Elementen aus Tennis, Beachvolleyball und Badminton.
Beachtennis kann von gespielt werden. Die Beachtennisschule Vilnius (Paplūdimio teniso mokykla) fördert diesen Sport und organisiert Beachtennis-Trainingseinheiten für Erwachsene und Kinder.
Die Trainingssaison beginnt jedes Jahr ab September.
Es gibt 3 Trainingsgruppen für Kinder:
- Kinder 8–10 Jahre
- Kinder 11–13 Jahre
- Kinder 14–16 Jahre